# Самойлов, Владимир Владимирович
Владимир Владимирович Самойлов (20 мая 1876 — неизвестно) — российский фехтовальщик. Участник летних Олимпийских игр 1912 года.

## Биография
Владимир Самойлов родился 20 мая 1876 года.
С 1893 года служил в русской императорской армии. С 1896 года был офицером.
К 1909 году был штабс-капитаном 148-го пехотного Каспийского полка.
В 1912 году вошёл в состав сборной России на летних Олимпийских играх в Стокгольме. В личном турнире рапиристов занял в группе 1/8 финала последнее, 5-е место, проиграв все четыре поединка Гарольду Райнеру из США, Беле Жулавскому из Венгрии, Адольфу Давиду из Германии и Рагнару Грёнваллю из Швеции.
В 1913 году стал чемпионом Первой российской олимпиады, в составе команды Главной фехтовально-гимнастической школы, в фехтовании на эспадронах. Также завоевал бронзовые медали в личном первенстве фехтования на рапирах и эспадронах.
Участвовал в Первой мировой войне.
По состоянию на 2 сентября 1915 года был в звании подполковника.
После Октябрьской революции остался в Советской России.
Работал в Ленинграде инструктором Осоавиахима.
В 1931 году был репрессирован по делу «Весна» в отношении командного состава Красной армии, ранее служивших в императорской армии.
Дата смерти неизвестна.
Награждён георгиевским оружием (29 мая 1916).